# 希弗施泰因山

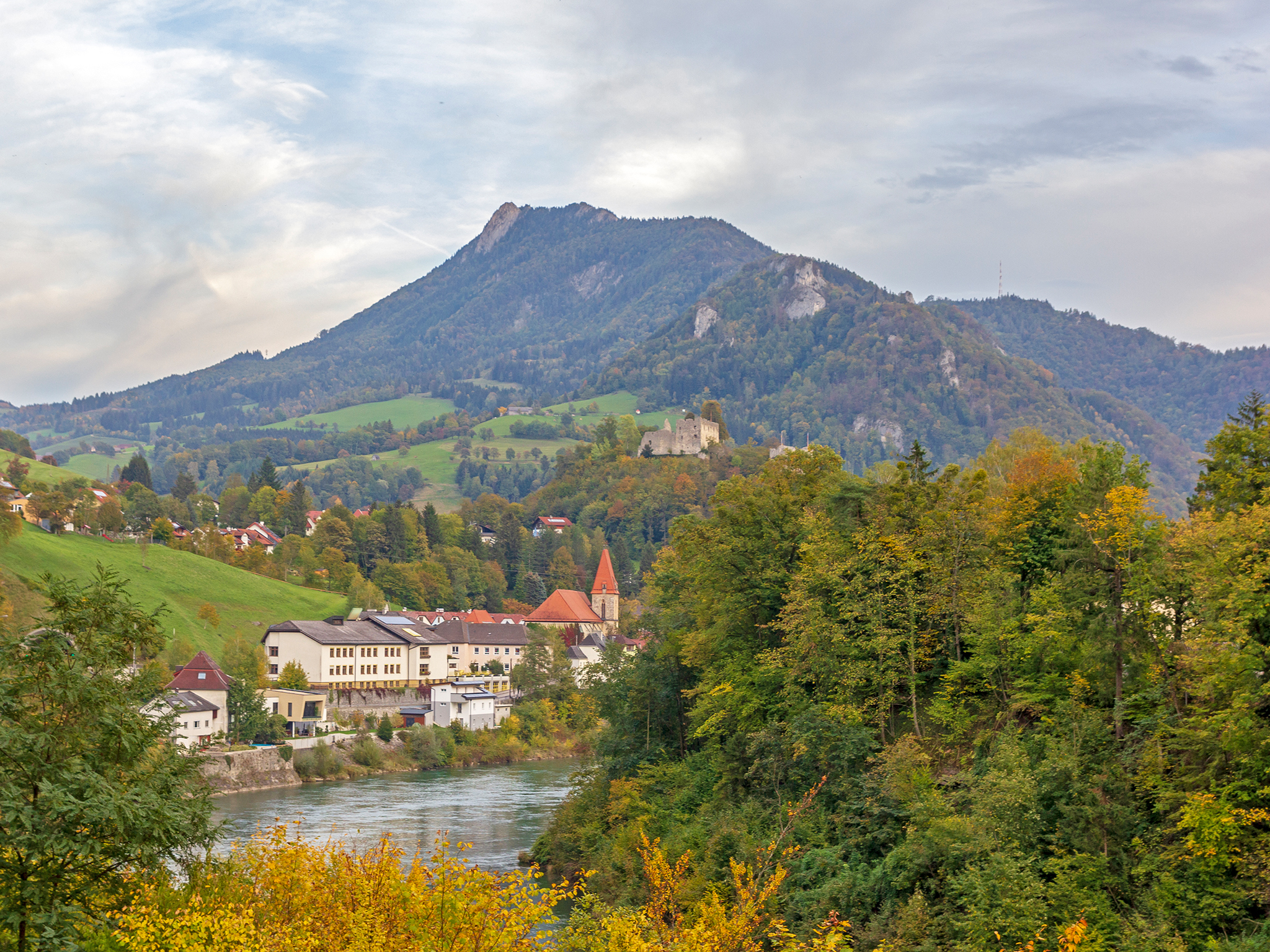

47°54′42″N 14°29′2″E / 47.91167°N 14.48389°E
希弗施泰因山（德語：Schieferstein），是奧地利的山峰，位於該國北部，由上奧地利州負責管轄，屬於上奧地利前阿爾卑斯山脈的一部分，處於賴希拉明以北，海拔高度1,206米。